# 宝村 (山梨県)
宝村（たからむら）は、山梨県南都留郡にあった村。現在の都留市北西部にあたる。

## 地理
- 山：鶴ヶ鳥屋山、本社ヶ丸、清八山、御巣鷹山、三つ峠
- 河川：桂川、大幡川、柄杓流川

## 歴史
- 1875年（明治8年）1月 - 都留郡川棚村・厚原村・平栗村・加畑村・金井村・中津森村・大幡村が合併して宝村となる。
- 1878年（明治11年）7月22日 - 郡区町村編制法の施行により、宝村が南都留郡の所属となる。
- 1889年（明治22年）7月1日 - 町村制の施行により、宝村が単独で自治体を形成。
- 1954年（昭和29年）4月29日 - 谷村町・盛里村・禾生村・東桂村と合併して都留市が発足。同日宝村廃止。

## 交通

### 道路
現在は旧村域に中央自動車道の谷村パーキングエリアが所在するが、当時は未開通。